# Will Rogers Archway
Will Rogers Archway, (первоначально названный Glass House Restaurant и до сих пор именуемый «The Glass House»,) — это автозаправочная станция площадью 29 135 квадратных футов (2 706,7 м2), которая охватывает участок Will Rogers Turnpike межштатной автомагистрали 44 (I-44) около Виниты, штат Оклахома.

## История
Ранее работавший как ресторан McDonald’s, он был известен как первый ресторан-мост, открытый над шоссе в США и как пример придорожного ресторана в США. Когда здание было рестораном McDonald’s, оно было крупнейшим в мире заведением McDonald’s, прежде чем был построен нынешний крупнейший ресторан McDonald’s в мире, расположенный в Орландо, штат Флорида.
В арке также находится автозаправочная станция Kum & Go (ранее Phillips 66)
Здание и сервисный центр закрылись 4 июня 2013 года на реконструкцию стоимостью 14,6 млн долларов. На торжественном открытии 22 декабря 2014 года он был переименован из «Glass House Restaurant» в «Will Rogers Archway», хотя переименование фактически состоялось в августе 2014 года. McDonald’s по-прежнему работает в арке после реконструкции, но теперь к нему присоединилась отдельная франшиза Subway в здании.
В передней части западного якоря стоит статуя Уилла Роджерса. В здании находится небольшой музей Уилла Роджерса.